# Chris Silva
Chris Silva Obame Correia Silva (Libreville, 19 de septiembre de 1996) es un jugador gabonés de baloncesto que pertenece a la plantilla del AEK BC de la A1 Ethniki griega. Con 2,03 metros de estatura, ocupa la posición de ala-pívot. 

## Trayectoria deportiva

### Universidad
Jugó cuatro temporadas con los Gamecocks de la Universidad de Carolina del Sur, en las que promedió 11,3 puntos, 6,5 rebotes y 1,4 tapones por partido. Fue elegido en 2018 mejor defensor del año junto con Robert Williams de la Southeastern Conference e incluido ese año y el siguiente en el mejor quinteto de la conferencia.

#### Estadísticas
| Año     | Equipo         | PJ  | PT  | MPP  | %TC  | %3P  | %TL  | RPP | APP | ROB | TPP | PPP  |
| ------- | -------------- | --- | --- | ---- | ---- | ---- | ---- | --- | --- | --- | --- | ---- |
| 2015-16 | South Carolina | 32  | 6   | 13.3 | .482 | .000 | .609 | 4.5 | .2  | .4  | .9  | 5.4  |
| 2016-17 | South Carolina | 37  | 37  | 20.9 | .524 | .000 | .749 | 6.1 | .4  | .6  | 1.4 | 10.2 |
| 2017-18 | South Carolina | 33  | 33  | 25.8 | .467 | .417 | .753 | 8.0 | 1.2 | .6  | 1.4 | 14.3 |
| 2018-19 | South Carolina | 32  | 32  | 26.7 | .508 | .500 | .744 | 7.6 | .9  | .9  | 1.9 | 15.2 |
| Total   | Total          | 134 | 108 | 21.7 | .497 | .475 | .729 | 6.5 | .7  | .6  | 1.4 | 11.3 |

### Profesional
Tras no ser elegido en el Draft de la NBA de 2019, el 11 de julio firmó un contrato con Miami Heat, que el 19 de octubre convirtió en dual, para así jugar también con el filial de la G League, Sioux Falls Skyforce. El 23 de octubre hizo su debut en la NBA, saliendo desde el banquillo en la victoria por 120–101 sobre los Memphis Grizzlies, logrando ocho puntos, seis rebotes y tres tapones.
Durante su segunda temporada en Miami, el 25 de marzo de 2021, es traspasado junto a Maurice Harkless a Sacramento Kings, a cambio de Nemanja Bjelica. El 27 de abril fue despedido.
El 20 de septiembre de 2021, Silva firmó con los Minnesota Timberwolves. Sin embargo, fue despedido antes del comienzo de la temporada. El 26 de octubre firmó con los Iowa Wolves.
El 21 de diciembre de 2021 firmó un contrato de 10 días con los Minnesota Timberwolves. Al término del mismo, firmó un nuevo contrato de diez días, esta vez de vuelta en Miami Heat. Firmó hasta cuatro contratos de 10 días con los Heat, disputando 9 encuentros, antes de regresar a los Iowa Wolves el 9 de febrero hasta final de temporada.
El 25 de agosto de 2022 firma con Atlanta Hawks. Tras ser cortado, sin llegar a debutar con el primer equipo, fue asignado a su filial, los College Park Skyhawks.
El 31 de enero de 2023 los Dallas Mavericks anunciaron que le habían firmado un contrato de 10 días, pero sería cortado cuatro días después, habiendo disputado un encuentro. Tras eso, el 14 de febrero, regresa a los College Park Skyhawks hasta final de temporada.
A finales de septiembre de 2023 firma de nuevo con Atlanta Hawks, pero fue despedido dos día smás tarde, refresando a los College Park Skyhawks.
El 1 de abril de 2024 firmó con los Piratas de Quebradillas del Baloncesto Superior Nacional. Sin embargo, fue dado de baja el 15 de abril tras sufrir una lesión. Jugó cuatro partidos y promedió 12,8 puntos y 7,8 rebotes por partido.
El 20 de mayo de 2024 firmó con los Mets de Guaynabo del Baloncesto Superior Nacional. Jugó siete partidos y promedió 9,1 puntos y 5,4 rebotes por partido.
En julio de 2024, firmó para jugar con el Bnei Herzliya de la Ligat ha'Al israelí.
El 13 de agosto de 2025 fichó por el AEK BC de Atenas de la A1 Ethniki griega.

## Selección nacional
Silva representa a Gabón a nivel internacional. 

## Estadísticas de su carrera en la NBA

### Temporada regular
| Año     | Equipo     | PJ | PT | MPP | %TC   | %3P   | %TL  | RPP | APP | ROB | TPP | PPP |
| ------- | ---------- | -- | -- | --- | ----- | ----- | ---- | --- | --- | --- | --- | --- |
| 2019-20 | Miami      | 44 | 0  | 7.9 | .615  | .000  | .673 | 2.9 | .5  | .2  | .5  | 3.0 |
| 2020-21 | Miami      | 11 | 0  | 7.5 | .692  | 1.000 | .773 | 2.3 | .5  | .1  | .5  | 2.7 |
| 2020-21 | Sacramento | 4  | 0  | 2.3 | .333  | —     | —    | .5  | .0  | .0  | .3  | .5  |
| 2021-22 | Minnesota  | 1  | 0  | 3.0 | —     | —     | —    | 1.0 | .0  | .0  | .0  | .0  |
| 2021-22 | Miami      | 9  | 0  | 9.8 | .533  | —     | .833 | 3.9 | .8  | .0  | .1  | 2.9 |
| 2022-23 | Dallas     | 1  | 0  | 3.0 | 1.000 | —     | —    | .0  | .0  | .0  | .0  | 2.0 |
| Total   | Total      | 70 | 0  | 7.6 | .609  | .250  | .707 | 2.7 | .5  | .1  | .4  | 2.8 |